# Іфні
Іфні (ісп. Ifni) — колишня іспанська провінція, анклав на узбережжі Атлантичного океану, яка існувала в 1859—1969 рр. на території сучасного Південного Марокко. Столиця — місто Сіді-Іфні.

## Історія
В XIX столітті Іспанія під час суперництва з Францією за Магриб претендувала на південну частину Марокко.
22 жовтня 1859 року, після іспано-марокканської війни Іфні була передана Іспанії. В 1912 році за Феським договором Франція визнавала права Іспанії на Іфні. Проте довгий час Іспанія навіть не намагалася керувати колонією, лише в 1934 році в Сіді-Іфні з'явився перший губернатор.
Під час правління Франсіско Франко, в 1958 році колонія стала провінцією, для того щоб уникнути критики з боку ООН за відмову від деколонізації.
Після здобуття незалежності Марокко в 1956 році, претендувало на повернення Іфні під свою юрисдикцію. В серпні 1957 року вона визнала франко-іспанський договір від 1912 року недійсним. Розпочалися сутички у прикордонних землях, котрі завершилися неоголошеною війною. 1 квітня 1958 року Іспанія та Марокко підписали угоду при Ангра-Сінтре, за котрою Смугу Тарфайя отримувала Марокко, проте територія, захоплена марокканськими військами, не була повернута Іспанії.
Резолюцією ООН 1960 та 1965 років змусили Іспанію продовжити перемови з Марокко. 4 січня 1969 року Іфні була передана Марокко.